# FKネフチ・コチコルアタ
FKネフチ・コチコルアタ（キルギス語: Нефтчи Кочкор-Ата Футбол Клубу）は、キルギスのナルイン州コチコルを本拠地とするサッカークラブである。キルギス・リーグに所属する。

## 概要
1952年に設立された。2010年にキルギス・リーグで初優勝した。翌年にはAFCプレジデンツカップに出場し決勝ステージまで進出したが、プノンペン・クラウンに敗れている。

## 獲得タイトル

### 国内タイトル
- キルギス・リーグ：1回
  - 2010
- キルギス・スーパーカップ：1回
  - 2010

## 歴代所属選手
- ヴァディム・タラソフ（英語版）